# Morti il 18 luglio

## IV secolo(1)
- 362 - Emiliano di Durostoro, santo romano

## VII secolo(1)
- 641 - Arnolfo di Metz, vescovo e santo franco (n. 582)

## VIII secolo(1)
- 715 - Muhammad ibn al-Qasim, generale arabo (n. 695)

## IX secolo(1)
- 838 - Federico di Utrecht, vescovo e santo olandese

## X secolo(1)
- 928 - Stefano II di Amasea, arcivescovo bizantino

## XI secolo(3)
- 1038 - Gunilde di Danimarca, nobile danese
- 1046 - Elia di Nisibi, vescovo cristiano orientale, scrittore e teologo siro (n. 975)
- 1100 - Goffredo di Buglione, sovrano franco

## XII secolo(3)
- 1123 - Bruno di Segni, cardinale, vescovo cattolico e teologo italiano
- 1180 - Enrico Raspe III, nobile tedesco (n. 1155)
- 1185 - Stefan, arcivescovo cattolico svedese

## XIII secolo(4)
- 1228 - Enrico II d'Istria, nobile italiano
- 1232 - Giovanni de Braose, nobile britannico
- 1270 - Bonifacio di Savoia, arcivescovo cattolico italiano
- 1300 - Gherardo Segarelli, predicatore italiano

## XIV secolo(5)
- 1321 - Antonio d'Orso, vescovo cattolico italiano
- 1328 - Engelberto II de la Marca, nobile
- 1341 - Roberto da Salle, abate italiano
- 1363 - Costanza d'Aragona, regina (n. 1343)
- 1365 - Lorenzo Celsi, politico, militare e diplomatico italiano (n. 1310)

## XV secolo(11)
- 1418 - Deodato II di Clermont-Lodève, nobile francese (n. 1325)
- 1425 - Pietro di ser Mino da Montevarchi, giurista e religioso italiano
- 1443 - James Haldenston, religioso scozzese
- 1465 - Gaetano da Thiene, filosofo, medico e religioso italiano (n. 1387)
- 1466 - Galeazzo Cavriani, vescovo cattolico italiano (n. 1406)
- 1473 - Giovanni de' Diotisalvi, arcivescovo cattolico italiano
- 1473 - Prisciano Prisciani, funzionario italiano (n. 1413)
- 1476 - Filippo Calandrini, cardinale e vescovo cattolico italiano (n. 1403)
- 1478 - Michele Apostolio, umanista e insegnante bizantino
- 1493 - Robert de Croixmare, arcivescovo cattolico francese (n. 1445)
- 1500 - Niccolò Borghesi, umanista e letterato italiano (n. 1432)

## XVI secolo(6)
- 1548 - Pascual de Andagoya, condottiero spagnolo (n. 1495)
- 1553 - Orazio Farnese, nobile italiano (n. 1532)
- 1568 - Ottaviano Preconio, arcivescovo cattolico italiano (n. 1502)
- 1585 - Alessandro Riario, cardinale e patriarca cattolico italiano (n. 1543)
- 1591 - Jacobus Gallus, compositore sloveno (n. 1550)
- 1592 - Sibilla di Sassonia, principessa (n. 1515)

## XVII secolo(17)
- 1605 - Giovanni di Sassonia-Weimar, duca (n. 1570)
- 1608 - Gioacchino Federico di Brandeburgo, nobile (n. 1546)
- 1610 - Caravaggio, pittore italiano (n. 1571)
- 1613 - Hipacy Pociej, arcivescovo cattolico, teologo e scrittore polacco (n. 1541)
- 1617 - Dorotea Maria di Anhalt, duchessa tedesca (n. 1574)
- 1628 - Giovanni Federico di Württemberg, duca (n. 1582)
- 1630 - Francesco Orsini di Virginio, nobile e militare italiano
- 1637 - Francisco Fernández de la Cueva, politico e ufficiale spagnolo (n. 1575)
- 1639 - Bernardo di Sassonia-Weimar, principe tedesco (n. 1604)
- 1642 - Guglielmo di Nassau-Hilchenbach, nobile tedesco (n. 1592)
- 1643 - François Duquesnoy, scultore fiammingo (n. 1597)
- 1650 - Christoph Scheiner, gesuita, astronomo e matematico tedesco (n. 1573)
- 1658 - Álvaro Semedo, gesuita portoghese
- 1670 - Giuseppe Allevi, musicista italiano (n. 1603)
- 1686 - Jacques Gabriel IV, architetto francese (n. 1630)
- 1697 - António Vieira, gesuita, missionario e scrittore portoghese (n. 1608)
- 1698 - Carlo Rinaldini, matematico, ingegnere militare e filosofo italiano (n. 1615)

## XVIII secolo(20)
- 1709 - Antonio Franchi, pittore italiano (n. 1638)
- 1715 - Alessandro Bon, condottiero e politico italiano (n. 1654)
- 1718 - Federico Adolfo di Lippe-Detmold, conte (n. 1667)
- 1720 - Louis Abry, pittore e scrittore belga (n. 1643)
- 1721 - Antoine Watteau, pittore francese (n. 1684)
- 1723 - Francesco Maria Tansi, vescovo cattolico italiano (n. 1668)
- 1727 - Franz Anton von Harrach, arcivescovo cattolico tedesco (n. 1665)
- 1729 - Carlo di Danimarca, principe danese (n. 1680)
- 1729 - Giuseppe Carlo del Palatinato-Sulzbach, nobile tedesco (n. 1694)
- 1730 - Andrea Corner, politico e diplomatico italiano (n. 1686)
- 1730 - François de Neufville de Villeroy, generale francese (n. 1644)
- 1742 - Abraham Sharp, matematico e astronomo inglese (n. 1653)
- 1748 - Benjamin Hederich, latinista, grecista e lessicografo tedesco (n. 1675)
- 1757 - Maria Eleonora del Liechtenstein, principessa austriaca (n. 1703)
- 1765 - Filippo I di Parma, nobile spagnolo (n. 1720)
- 1766 - Mauro Antonio Tesi, pittore, incisore e architetto italiano (n. 1730)
- 1779 - Luisa Bergalli, scrittrice, librettista e poetessa italiana (n. 1703)
- 1781 - Fernando Rivera y Moncada, militare e esploratore spagnolo (n. 1725)
- 1792 - John Paul Jones, corsaro e ammiraglio statunitense (n. 1747)
- 1797 - Jean-Bernard Restout, pittore e disegnatore francese (n. 1732)

## XIX secolo(61)
- 1817 - Jane Austen, scrittrice britannica (n. 1775)
- 1819 - Barthélemy Faujas de Saint-Fond, geologo francese (n. 1741)
- 1826 - Ange Chiappe, politico francese (n. 1766)
- 1833 - Joseph Kam, missionario olandese (n. 1769)
- 1835 - Pietro Maria d'Agostino, vescovo cattolico italiano (n. 1756)
- 1837 - Vincenzo Borg, patriota, militare e mercante maltese (n. 1777)
- 1837 - Nicolò Palmieri, economista, storico e politico italiano (n. 1778)
- 1838 - Pierre Louis Dulong, chimico e fisico francese (n. 1785)
- 1842 - Domenico Simeone Oliva, poeta, letterato e traduttore italiano (n. 1783)
- 1845 - Giovanni Salucci, architetto italiano (n. 1769)
- 1847 - Bento Gonçalves da Silva, militare, politico e rivoluzionario brasiliano (n. 1788)
- 1858 - Ernst Friedrich Glocker, mineralogista, geologo e paleontologo tedesco (n. 1793)
- 1858 - Francisco Antonio Pinto, generale e politico cileno (n. 1785)
- 1858 - Giovanni Battista Sartori, vescovo cattolico e abate italiano (n. 1775)
- 1861 - Johann Ludwig Choulant, medico tedesco (n. 1791)
- 1863 - Robert Gould Shaw, militare statunitense (n. 1837)
- 1863 - William Dorsey Pender, generale statunitense (n. 1834)
- 1865 - Raffaele Piria, chimico italiano (n. 1814)
- 1866 - Antonio Fagiuoli, patriota italiano (n. 1847)
- 1866 - Giulio Grossi, patriota italiano
- 1866 - Francesco Valentini, patriota e giornalista italiano (n. 1836)
- 1867 - Charles Triébert, oboista francese (n. 1810)
- 1868 - Antonio Antognoli, viaggiatore italiano (n. 1826)
- 1868 - Emanuel Leutze, pittore tedesco (n. 1816)
- 1868 - Miguel Martínez de Hoz, militare argentino (n. 1832)
- 1869 - Laurent Clerc, educatore francese (n. 1785)
- 1870 - Jean Théodore Lacordaire, entomologo belga (n. 1801)
- 1871 - Michele Avitabile, banchiere e politico italiano (n. 1818)
- 1872 - Benito Juárez, politico e avvocato messicano (n. 1806)
- 1873 - Louis Alfred Auguste Briosne, attivista francese (n. 1825)
- 1873 - Philarète Chasles, critico letterario, giornalista e traduttore francese (n. 1799)
- 1873 - Filippo Quaranta, politico italiano (n. 1790)
- 1874 - Louis Napoléon Lannes, diplomatico, politico e nobile francese (n. 1801)
- 1875 - Jane Griffin, viaggiatrice e filantropa britannica (n. 1791)
- 1875 - Manuel Marques de Sousa, militare e politico brasiliano (n. 1804)
- 1875 - Giuseppe Morro, avvocato e politico italiano (n. 1806)
- 1876 - Giulio Rasponi, politico e banchiere italiano (n. 1787)
- 1876 - Karl Simrock, poeta e scrittore tedesco (n. 1802)
- 1877 - Alexander von Frantzius, medico e naturalista tedesco (n. 1821)
- 1882 - Leonardo Mura, arcivescovo cattolico e teologo italiano (n. 1810)
- 1883 - Carl Boos, architetto tedesco (n. 1806)
- 1884 - Ferdinand von Hochstetter, geologo e naturalista tedesco (n. 1829)
- 1884 - Zanobi Pasqui, magistrato e politico italiano (n. 1799)
- 1887 - Robert Mercer Taliaferro Hunter, politico statunitense (n. 1809)
- 1888 - Jurij Nikolaevič Bogdanovič, rivoluzionario russo (n. 1849)
- 1888 - Angelo Pascal, pittore italiano (n. 1858)
- 1888 - Salvatore Tommasi, patologo italiano (n. 1813)
- 1889 - Isaia Ghiron, bibliotecario e numismatico italiano (n. 1837)
- 1889 - Domingo Santa María, giurista, scrittore e politico cileno (n. 1824)
- 1890 - Lydia Becker, attivista britannica (n. 1827)
- 1892 - Thomas Cook, pastore protestante e imprenditore britannico (n. 1808)
- 1892 - Giuseppe D'Annibale, cardinale italiano (n. 1815)
- 1895 - Karl Schenk, politico svizzero (n. 1823)
- 1896 - Adolfo Bartoli, fisico italiano (n. 1851)
- 1898 - Axel Gudbrand Blytt, botanico e geologo norvegese (n. 1843)
- 1898 - Emil Hartmann, compositore danese (n. 1836)
- 1898 - Otto Ribbeck, filologo classico e latinista tedesco (n. 1827)
- 1899 - Horatio Alger, scrittore statunitense (n. 1832)
- 1900 - Gustave Borgnis-Desbordes, militare francese (n. 1839)
- 1900 - Raffaele Canevari, ingegnere italiano (n. 1828)
- 1900 - Johan Kjeldahl, chimico danese (n. 1849)

## XX secolo(233)
- 1901 - Carlo Alfredo Piatti, violoncellista e compositore italiano (n. 1822)
- 1902 - Hamud bin Mohammed di Zanzibar, sultano tanzaniano (n. 1853)
- 1902 - Edoardo Porro, ginecologo e politico italiano (n. 1842)
- 1902 - Saigō Tsugumichi, militare e politico giapponese (n. 1843)
- 1903 - Anghel Demetriescu, storico e scrittore rumeno (n. 1847)
- 1903 - Leonid Apollonovič Verchovcev, diplomatico e funzionario russo (n. 1843)
- 1905 - Ettore Socci, giornalista, politico e scrittore italiano (n. 1846)
- 1906 - Mary Victoria Leiter, statunitense (n. 1870)
- 1907 - Hector Malot, scrittore francese (n. 1830)
- 1908 - Luisa Giaconi, poetessa italiana (n. 1870)
- 1908 - Otto Pfleiderer, teologo tedesco (n. 1839)
- 1909 - Carlo Maria di Borbone-Spagna, nobile (n. 1848)
- 1909 - Neofito VIII di Costantinopoli, arcivescovo ortodosso greco (n. 1832)
- 1910 - Giacomo Ceconi, imprenditore italiano (n. 1833)
- 1911 - Lorenzo Bellini, archivista italiano (n. 1841)
- 1913 - Viggo Malmqvist, calciatore danese (n. 1892)
- 1915 - Gaspare Bolla, cavaliere e aviatore italiano (n. 1874)
- 1915 - Leopoldo Montini, militare italiano (n. 1894)
- 1916 - Mite Kremnitz, scrittrice tedesca (n. 1852)
- 1917 - Michail Nikolaevič Trigoni, rivoluzionario russo (n. 1850)
- 1918 - Gian Giacomo Cavazzi della Somaglia, politico e nobile italiano (n. 1869)
- 1918 - Elisabetta d'Assia-Darmstadt, nobile e religiosa tedesca (n. 1864)
- 1918 - Varvara Jakovleva, religiosa e santa russa (n. 1880)
- 1918 - Vladimir Pavlovič Palej, poeta e santo russo (n. 1897)
- 1918 - Igor' Konstantinovič Romanov, nobile russo (n. 1894)
- 1918 - Ivan Konstantinovič Romanov, nobile russo (n. 1886)
- 1918 - Konstantin Konstantinovič Romanov, nobile russo (n. 1891)
- 1918 - Sergej Michajlovič Romanov, nobile russo (n. 1869)
- 1919 - Raymonde de Laroche, aviatrice e attrice teatrale francese (n. 1882)
- 1920 - Raffaello Pignatari, giornalista e politico italiano (n. 1880)
- 1920 - Gioacchino di Prussia, nobile tedesco (n. 1890)
- 1921 - Behbud xan Cavanşir, politico e diplomatico azero (n. 1878)
- 1924 - Àngel Guimerà, scrittore, commediografo e sceneggiatore spagnolo (n. 1847)
- 1925 - Lorenzo Cusani, militare italiano (n. 1864)
- 1926 - Tiburcio Arnáiz Muñoz, presbitero spagnolo (n. 1865)
- 1927 - Paul Davidson, produttore cinematografico e imprenditore tedesco (n. 1867)
- 1927 - Pierre-Émile Engel, tenore francese (n. 1847)
- 1927 - Vasilij Dmitrievič Polenov, pittore russo (n. 1844)
- 1927 - Friedrich Ferdinand Schäfer, pittore statunitense (n. 1839)
- 1928 - Henry Slack, velocista statunitense (n. 1877)
- 1928 - Louis d'Havrincourt, cavaliere francese (n. 1863)
- 1930 - Jānis Ziemeļnieks, scrittore lettone (n. 1897)
- 1931 - Oskar Minkowski, medico lituano (n. 1858)
- 1932 - Jean Jules Jusserand, storico e diplomatico francese (n. 1855)
- 1933 - Giorgio Pessi, ufficiale e aviatore italiano (n. 1891)
- 1933 - Franz Sedlacek, allenatore di calcio e calciatore austriaco (n. 1892)
- 1933 - James Stopford, VI conte di Courtown, nobile irlandese (n. 1853)
- 1933 - Karel Vaněk, scrittore e giornalista ceco (n. 1887)
- 1935 - Annie Smith Peck, alpinista e attivista statunitense (n. 1850)
- 1936 - La Argentina, ballerina spagnola (n. 1890)
- 1937 - Julian Bell, poeta e scrittore britannico (n. 1908)
- 1937 - Dal Clawson, direttore della fotografia statunitense (n. 1885)
- 1937 - Robert Fournier-Sarlovèze, giocatore di polo e politico francese (n. 1869)
- 1938 - Giorgio Frattini, militare e aviatore italiano (n. 1910)
- 1938 - Maria di Sassonia-Coburgo-Gotha, principessa (n. 1875)
- 1939 - Emich di Leiningen, nobile tedesco (n. 1866)
- 1939 - Edmund Heller, zoologo e naturalista statunitense (n. 1875)
- 1939 - Witold Maliszewski, compositore e docente polacco (n. 1873)
- 1939 - Paul Schneider, religioso tedesco (n. 1897)
- 1940 - Livio Marbello, militare italiano (n. 1916)
- 1940 - Davide Marotti, scacchista italiano (n. 1881)
- 1940 - Alberto Pepere, fisiologo, patologo e oncologo italiano (n. 1873)
- 1941 - Arturo Ferrarin, aviatore e militare italiano (n. 1895)
- 1941 - Lido Gori, militare italiano (n. 1910)
- 1941 - Saul Hallap, sollevatore estone (n. 1897)
- 1941 - Francesco Meattini, militare italiano (n. 1901)
- 1942 - Wilhelm Kissel, ingegnere tedesco (n. 1885)
- 1943 - Jean Alavoine, ciclista su strada francese (n. 1888)
- 1943 - Raffaele Porrani, carabiniere italiano (n. 1918)
- 1944 - Wim Anderiesen, calciatore olandese (n. 1903)
- 1944 - Ernesto Campanelli, militare e aviatore italiano (n. 1891)
- 1944 - Augusto De Angelis, scrittore e giornalista italiano (n. 1888)
- 1944 - Alan Dinehart, attore statunitense (n. 1889)
- 1944 - George Holt, attore, regista e sceneggiatore statunitense (n. 1878)
- 1944 - Tarsykija Mac'kiv, religiosa ucraina (n. 1919)
- 1944 - Frank Montgomery, regista, attore e sceneggiatore statunitense (n. 1870)
- 1944 - Thomas Sturge Moore, poeta inglese (n. 1870)
- 1944 - Walter Suzzi, partigiano e antifascista italiano (n. 1924)
- 1944 - Rex Whistler, pittore e costumista britannico (n. 1905)
- 1945 - John Bray, mezzofondista statunitense (n. 1875)
- 1945 - Baldassarre Negroni, regista, sceneggiatore e produttore cinematografico italiano (n. 1877)
- 1946 - Maria Consolata Betrone, religiosa italiana (n. 1903)
- 1946 - Wilfred Buckland, scenografo statunitense (n. 1866)
- 1947 - Amadeo García, allenatore di calcio spagnolo (n. 1886)
- 1947 - John Sewell, tiratore di fune britannico (n. 1882)
- 1947 - Evald Tipner, calciatore estone (n. 1906)
- 1948 - Max Linder, scenografo e attore svedese (n. 1901)
- 1948 - Edoardo Susmel, storico e politico italiano (n. 1887)
- 1949 - Bernhard Hoetger, scultore e pittore tedesco (n. 1874)
- 1949 - Vítězslav Novák, compositore e pianista ceco (n. 1870)
- 1950 - Carl Van Doren, scrittore e critico letterario statunitense (n. 1885)
- 1951 - Vincenzo Cecconi, politico italiano (n. 1884)
- 1951 - Ludovico Di Caporiacco, entomologo e aracnologo italiano (n. 1900)
- 1951 - Alberto Missiroli, medico italiano (n. 1883)
- 1951 - Alfredo Misuri, politico italiano (n. 1886)
- 1951 - Boris Poslavskij, attore sovietico (n. 1897)
- 1951 - Paolo Ricca Salerno, economista italiano (n. 1889)
- 1952 - Jack Earle, attore statunitense (n. 1906)
- 1952 - William Pimm, tiratore a segno britannico (n. 1864)
- 1952 - Paul Saintenoy, architetto, scrittore e storico dell'architettura belga (n. 1862)
- 1953 - Guillaume Coeckelberg, ciclista su strada e pistard belga (n. 1885)
- 1954 - George R. Kelly, criminale statunitense (n. 1895)
- 1954 - Luigi Morelli, politico e sindacalista italiano (n. 1895)
- 1954 - Nino Sacerdoti, ingegnere italiano (n. 1873)
- 1955 - Fred Burns, attore statunitense (n. 1878)
- 1955 - Arthur Shaw, ostacolista statunitense (n. 1886)
- 1956 - Antonio Allocchio, schermidore italiano (n. 1888)
- 1956 - Mario Gorlier, generale italiano (n. 1892)
- 1956 - Ferruccio Teglio, antifascista italiano (n. 1883)
- 1957 - Alberto Barberis, compositore italiano (n. 1920)
- 1957 - Giuseppe Bonavolontà, musicista, compositore e paroliere italiano (n. 1886)
- 1958 - Carl Benedicks, fisico, mineralogista e chimico svedese (n. 1875)
- 1958 - Kazimierz Fabrycy, generale polacco (n. 1888)
- 1958 - Henri Farman, aviatore, designer e pioniere dell'aviazione francese (n. 1874)
- 1958 - Eduard Reut-Nicolussi, giurista e politico austriaco (n. 1888)
- 1959 - Arturo Bocciardo, ingegnere, dirigente d'azienda e politico italiano (n. 1876)
- 1959 - Celeste Negarville, antifascista e giornalista italiano (n. 1905)
- 1960 - Pierre Verdé-Delisle, tennista francese (n. 1877)
- 1961 - Robert Dauphin, calciatore francese (n. 1905)
- 1961 - Müşfika Kadın, ottomana
- 1962 - Eugene Houdry, ingegnere meccanico e inventore francese (n. 1892)
- 1962 - Clinio Misserville, militare italiano (n. 1921)
- 1962 - Marcel Ourdouillié, calciatore francese (n. 1913)
- 1962 - Alfredo Sangiorgi, musicista e compositore italiano (n. 1894)
- 1963 - Angelo Giacomo Mott, politico e medico italiano (n. 1902)
- 1965 - Roberto Cinquini, montatore italiano (n. 1924)
- 1965 - Otozō Yamada, generale giapponese (n. 1881)
- 1966 - Bobby Fuller, cantante e chitarrista statunitense (n. 1942)
- 1966 - Manuel María Ponce Brousset, politico e generale peruviano (n. 1874)
- 1967 - Humberto de Alencar Castelo Branco, generale e politico brasiliano (n. 1897)
- 1967 - Hans Kroh, generale tedesco (n. 1907)
- 1967 - Juan Luque de Serrallonga, allenatore di calcio e calciatore spagnolo (n. 1882)
- 1967 - Paul Rassinier, scrittore e politico francese (n. 1906)
- 1967 - William Tracy, attore statunitense (n. 1917)
- 1967 - Nico de Wolf, calciatore olandese (n. 1887)
- 1968 - Corneille Jean François Heymans, medico e farmacologo belga (n. 1892)
- 1968 - Stefano Lanza Filingeri, nobile e politico italiano (n. 1895)
- 1968 - Vsevolode Nicouline, disegnatore, illustratore e pittore russo (n. 1890)
- 1968 - Manfred Toeppen, pallanuotista statunitense (n. 1887)
- 1969 - Giovanni Cesare Majoni, diplomatico e politico italiano (n. 1876)
- 1969 - Barbara Pepper, attrice e ballerina statunitense (n. 1915)
- 1970 - Clifford Chilcott, lottatore canadese (n. 1898)
- 1971 - Julia Cæsar, attrice svedese (n. 1885)
- 1971 - Giulio Sarrocchi, schermidore italiano (n. 1887)
- 1972 - Enrique Gainzarain, calciatore argentino (n. 1904)
- 1972 - Göran Gentele, attore e regista svedese (n. 1917)
- 1972 - Harold Miller, attore statunitense (n. 1884)
- 1973 - Salvatore Ciampa, matematico italiano (n. 1930)
- 1973 - Walther Davisson, violinista e direttore d'orchestra tedesco (n. 1885)
- 1973 - Jack Hawkins, attore britannico (n. 1910)
- 1973 - Giuseppe Mortarotti, calciatore italiano (n. 1903)
- 1973 - Richard Remer, marciatore statunitense (n. 1883)
- 1974 - Miron Constantinescu, sociologo, storico e politico romeno (n. 1917)
- 1974 - Christian Dell, designer tedesco (n. 1893)
- 1975 - Vaughn Bodé, disegnatore statunitense (n. 1941)
- 1975 - Raffaele Ciasca, storico e politico italiano (n. 1888)
- 1975 - Ferdinando Forlati, ingegnere e architetto italiano (n. 1882)
- 1975 - Federico Ghisi, compositore e musicologo italiano (n. 1901)
- 1975 - Folke Jansson, triplista svedese (n. 1897)
- 1975 - Giuseppe Rose, anarchico, pittore e poeta italiano (n. 1921)
- 1975 - Carl Sauer, geografo statunitense (n. 1889)
- 1975 - Gilbert Percy Whitley, ittiologo australiano (n. 1903)
- 1976 - Jan Koutný, ginnasta cecoslovacco (n. 1897)
- 1976 - Paolo Lo Manto, politico italiano (n. 1905)
- 1976 - Sally Salminen, scrittrice finlandese (n. 1906)
- 1977 - Alberto Molfino, lottatore italiano (n. 1906)
- 1977 - Eliot Noyes, architetto e designer statunitense (n. 1910)
- 1977 - Giorgio Pessina, schermidore italiano (n. 1902)
- 1979 - Enrico Migliavacca, allenatore di calcio e calciatore italiano (n. 1901)
- 1979 - Rita Montagnana, politica italiana (n. 1895)
- 1979 - Johann Nikuradse, ingegnere e fisico georgiano (n. 1894)
- 1979 - Serafino Santambrogio, ciclista su strada italiano (n. 1914)
- 1980 - Silvio Griggio, dirigente sportivo e calciatore italiano (n. 1906)
- 1981 - Armando Peverelli, ciclista su strada italiano (n. 1921)
- 1982 - Roman Jakobson, linguista, semiologo e traduttore russo (n. 1896)
- 1983 - Salo Flohr, scacchista cecoslovacco (n. 1908)
- 1984 - Cleto Boldrini, politico, avvocato e partigiano italiano (n. 1923)
- 1984 - Dominic Brooklier, mafioso statunitense (n. 1914)
- 1984 - Remigio Del Grosso, sceneggiatore e regista italiano (n. 1912)
- 1984 - Bernard Joy, calciatore e giornalista inglese (n. 1911)
- 1985 - Eude Cicerone, politico italiano (n. 1911)
- 1985 - Vicente Saldívar, pugile messicano (n. 1943)
- 1985 - Stefano Schiapparelli, partigiano e antifascista italiano (n. 1901)
- 1985 - Karl Schott, calciatore austriaco (n. 1906)
- 1985 - Isabella Alfonsa di Borbone-Due Sicilie, principessa spagnola (n. 1904)
- 1986 - Buddy Baer, attore e pugile statunitense (n. 1915)
- 1986 - Stanley Rous, arbitro di calcio e dirigente sportivo inglese (n. 1895)
- 1988 - Petre Munteanu, tenore rumeno (n. 1916)
- 1988 - Nico, cantautrice, attrice e modella tedesca (n. 1938)
- 1988 - Pio Penzo, incisore e presbitero italiano (n. 1926)
- 1988 - Giorgio Tedeschini, calciatore italiano (n. 1907)
- 1989 - Rebecca Schaeffer, attrice statunitense (n. 1967)
- 1990 - Štefan Čambal, allenatore di calcio e calciatore cecoslovacco (n. 1908)
- 1990 - André Chastel, storico dell'arte francese (n. 1912)
- 1990 - Georges Dargaud, editore francese (n. 1911)
- 1990 - Giampiero Mangiarotti, calciatore italiano (n. 1935)
- 1990 - Alberto Vesperoni, calciatore argentino (n. 1908)
- 1990 - Wayne and Shuster, attore e comico canadese (n. 1918)
- 1990 - Yun Bo-seon, politico sudcoreano (n. 1897)
- 1991 - Michele Alverà, bobbista italiano (n. 1929)
- 1991 - André Cools, politico belga (n. 1927)
- 1991 - Mike Goodman, hockeista su ghiaccio canadese (n. 1898)
- 1991 - Bruno Mondi, direttore della fotografia tedesco (n. 1903)
- 1991 - Ambrus Nagy, schermidore ungherese (n. 1927)
- 1991 - Fulvio Zamponi, politico e sindacalista italiano (n. 1901)
- 1992 - Pierce Brodkorb, ornitologo e paleontologo statunitense (n. 1908)
- 1992 - Ben Kniest, pallanuotista olandese (n. 1927)
- 1992 - Giuseppe Paupini, cardinale e arcivescovo cattolico italiano (n. 1907)
- 1993 - Héctor Freschi, calciatore argentino (n. 1911)
- 1993 - Jean Negulesco, regista, sceneggiatore e attore rumeno (n. 1900)
- 1994 - Karl-Heinz Kunkel, calciatore tedesco (n. 1926)
- 1994 - Antonino Mura Ena, scrittore, poeta e pedagogista italiano (n. 1908)
- 1994 - Fedora Penelli, cestista cilena (n. 1917)
- 1994 - Leonas Petrauskas, cestista lituano (n. 1919)
- 1994 - Carol Yager, statunitense (n. 1960)
- 1994 - Michele Zaza, mafioso italiano (n. 1945)
- 1995 - Günter Bialas, compositore tedesco (n. 1907)
- 1995 - Fabio Casartelli, ciclista su strada italiano (n. 1970)
- 1995 - Johan Oxenstierna, pentatleta svedese (n. 1899)
- 1995 - Srinagarindra, principessa thailandese (n. 1900)
- 1996 - Donny the Punk, attivista statunitense (n. 1946)
- 1996 - Pasquale Franco, politico italiano (n. 1912)
- 1996 - José Manuel Fuente, ciclista su strada e dirigente sportivo spagnolo (n. 1945)
- 1996 - Billy Wilkinson, calciatore inglese (n. 1943)
- 1996 - Cristiano Luigi di Meclemburgo-Schwerin, nobile tedesco (n. 1912)
- 1997 - Oddvar Richardsen, calciatore norvegese (n. 1937)
- 1997 - Eugene Shoemaker, geologo statunitense (n. 1928)
- 1998 - David Jack, politico sanvincentino (n. 1918)
- 1998 - Svein Bjørn Olsen, calciatore norvegese (n. 1945)
- 2000 - René Chocat, cestista francese (n. 1920)
- 2000 - Roberto Contreras, attore statunitense (n. 1928)
- 2000 - Alma McClelland, giocatrice di poker statunitense (n. 1921)
- 2000 - Francisco Javier Sáenz de Oiza, architetto spagnolo (n. 1918)

## XXI secolo(112)
- 2001 - Mimi Fariña, cantautrice e attivista statunitense (n. 1945)
- 2001 - Alex Jany, nuotatore e pallanuotista francese (n. 1929)
- 2001 - Fabio Taglioni, ingegnere italiano (n. 1920)
- 2002 - Pacifico Cuman, calciatore italiano (n. 1935)
- 2002 - Györgyi Marvalics-Székely, schermitrice ungherese (n. 1924)
- 2003 - Marc Camoletti, commediografo e regista francese (n. 1923)
- 2003 - Sandro Ciotti, giornalista italiano (n. 1928)
- 2003 - Alfredo Faget, cestista cubano (n. 1923)
- 2003 - Bruno Mochi, allenatore di calcio italiano (n. 1923)
- 2004 - André Castelot, giornalista, scrittore e biografo francese (n. 1911)
- 2004 - Georgine Darcy, attrice statunitense (n. 1931)
- 2004 - Raul Lunardi, romanziere e poeta italiano (n. 1905)
- 2004 - Richard Ney, attore statunitense (n. 1915)
- 2004 - Bino Rebellato, editore e poeta italiano (n. 1914)
- 2005 - Bill Hicke, hockeista su ghiaccio canadese (n. 1938)
- 2005 - Mario Valgoi, attore e doppiatore italiano (n. 1939)
- 2005 - William Westmoreland, generale statunitense (n. 1914)
- 2006 - Raul Cortez, attore brasiliano (n. 1932)
- 2007 - Jerry Hadley, tenore statunitense (n. 1952)
- 2007 - Antonio La Pergola, politico e giurista italiano (n. 1931)
- 2008 - Rocco Carbone, scrittore, critico letterario e italianista italiano (n. 1962)
- 2008 - Edouard Fachleitner, ciclista su strada e dirigente sportivo italiano (n. 1921)
- 2008 - Adolf Guggenbühl-Craig, psichiatra e psicoanalista svizzero (n. 1923)
- 2008 - Edmondo Savelli, pittore italiano (n. 1916)
- 2008 - Olga Zawadzka, insegnante polacca (n. 1905)
- 2009 - Henry Allingham, supercentenario britannico (n. 1896)
- 2009 - Annagül Annagulyýewa, soprano turkmeno (n. 1924)
- 2009 - Yasmine Belmadi, attore francese (n. 1976)
- 2009 - Lionel Casson, storico e docente statunitense (n. 1914)
- 2009 - Cristina Castagna, alpinista italiana (n. 1977)
- 2009 - Ricardo Londoño, pilota automobilistico colombiano (n. 1949)
- 2009 - Ernest Henry Nickel, mineralogista canadese (n. 1925)
- 2009 - Irv Rothenberg, cestista statunitense (n. 1921)
- 2009 - Graham Stanton, biblista neozelandese (n. 1940)
- 2010 - José Curti, calciatore e allenatore di calcio argentino (n. 1925)
- 2010 - Renato De Carmine, attore italiano (n. 1923)
- 2010 - Luciano Scroccaro, calciatore italiano (n. 1929)
- 2010 - Giovanni Veglianetti, calciatore e allenatore di calcio italiano (n. 1932)
- 2010 - Willem Vlijm, poliziotto olandese (n. 1918)
- 2011 - Serena Michelotti, attrice italiana (n. 1934)
- 2011 - Alex Steinweiss, designer statunitense (n. 1917)
- 2011 - Francesco Straniero Sergio, linguista italiano (n. 1959)
- 2012 - Jean François-Poncet, politico francese (n. 1928)
- 2012 - Rajesh Khanna, attore e politico indiano (n. 1942)
- 2012 - Robert Kurz, filosofo e giornalista tedesco (n. 1943)
- 2012 - Günther Maleuda, politico tedesco (n. 1931)
- 2012 - Yosef Shalom Eliashiv, rabbino israeliano (n. 1910)
- 2012 - Frances Spence, programmatrice statunitense (n. 1922)
- 2013 - Carline Ray, musicista e cantante statunitense (n. 1925)
- 2013 - Ronaldo Schwantes, schermidore brasiliano (n. 1948)
- 2014 - Carlo Dalla Pozza, filosofo italiano (n. 1942)
- 2015 - Ron Bissett, cestista canadese (n. 1931)
- 2015 - Buddy Buie, cantante, chitarrista e produttore discografico statunitense (n. 1941)
- 2015 - George Coe, attore e regista statunitense (n. 1929)
- 2015 - Edna Neillis, calciatrice scozzese (n. 1953)
- 2015 - Alex Rocco, attore statunitense (n. 1936)
- 2015 - Richard Shoup, informatico e imprenditore statunitense (n. 1943)
- 2016 - Yerker Andersson, educatore e attivista svedese (n. 1929)
- 2016 - Uri Coronel, dirigente sportivo olandese (n. 1946)
- 2016 - Agata Karczmarek, ginnasta e lunghista polacca (n. 1963)
- 2016 - Billy Name, fotografo e regista statunitense (n. 1940)
- 2016 - Nikolaus Messmer, vescovo cattolico kazako (n. 1954)
- 2017 - Max Gallo, giornalista, storico e scrittore francese (n. 1932)
- 2017 - Red West, attore, cantautore e militare statunitense (n. 1936)
- 2017 - Marie-Josèphe Yoyotte, montatrice francese (n. 1929)
- 2018 - Adrian Cronauer, avvocato, attivista e militare statunitense (n. 1938)
- 2018 - Carlos González Gallo, cestista uruguaiano (n. 1930)
- 2018 - Czesław Malec, cestista polacco (n. 1941)
- 2018 - Pedro Pérez, triplista cubano (n. 1952)
- 2018 - Jean-Jacques Petitjean, ciclista su strada francese (n. 1930)
- 2018 - Burton Richter, fisico statunitense (n. 1931)
- 2018 - Dante Zucchini, partigiano, imprenditore e antifascista italiano (n. 1928)
- 2019 - Yukiya Amano, diplomatico giapponese (n. 1947)
- 2019 - Cvjatko Barčovski, cestista e allenatore di pallacanestro bulgaro (n. 1934)
- 2019 - Luciano De Crescenzo, filosofo, scrittore e regista italiano (n. 1928)
- 2019 - David Hedison, attore statunitense (n. 1927)
- 2019 - Detlef Thorith, discobolo tedesco (n. 1942)
- 2020 - Giuseppe Bosich, incisore e pittore italiano (n. 1945)
- 2020 - Ali Mirzaei, sollevatore iraniano (n. 1929)
- 2020 - Haruma Miura, attore e cantante giapponese (n. 1990)
- 2020 - Henrique Soares da Costa, vescovo cattolico brasiliano (n. 1963)
- 2020 - Halldóra K. Thoroddsen, scrittrice islandese (n. 1950)
- 2020 - Lucio Urtubia, anarchico spagnolo (n. 1931)
- 2021 - Jean C. Baudet, filosofo e biologo belga (n. 1944)
- 2021 - Bruce Kirby, inventore, designer e velista canadese (n. 1929)
- 2021 - Nenad Stekić, lunghista jugoslavo (n. 1951)
- 2021 - Maurizio Zurla, artista italiano (n. 1946)
- 2022 - Rebecca Balding, attrice statunitense (n. 1948)
- 2022 - Egidio Caporello, vescovo cattolico italiano (n. 1931)
- 2022 - José Diéguez Reboredo, vescovo cattolico spagnolo (n. 1934)
- 2022 - Danièle Graule, cantante, attrice e modella francese (n. 1944)
- 2022 - Ezio Gribaudo, artista, editore e grafico italiano (n. 1929)
- 2022 - Larry Jeffrey, hockeista su ghiaccio canadese (n. 1940)
- 2022 - Claes Oldenburg, artista e scultore svedese (n. 1929)
- 2023 - Alexandre Adler, storico e giornalista francese (n. 1950)
- 2023 - Amilcare Ballestrieri, pilota motociclistico e pilota automobilistico italiano (n. 1935)
- 2023 - Oommen Chandy, politico indiano (n. 1943)
- 2024 - Doudou Camara, cestista senegalese (n. 1947)
- 2024 - Lou Dobbs, giornalista, conduttore televisivo e conduttore radiofonico statunitense (n. 1945)
- 2024 - Alba Gonzales, scultrice italiana (n. 1939)
- 2024 - Abner Haynes, giocatore di football americano statunitense (n. 1937)
- 2024 - Bernard Lortat-Jacob, etnologo e etnomusicologo francese (n. 1941)
- 2024 - Bob Newhart, attore e comico statunitense (n. 1929)
- 2024 - Antonio Quattrocchi, politico italiano (n. 1942)
- 2025 - Jimmy Hunt, attore statunitense (n. 1939)
- 2025 - Roger Norrington, direttore d'orchestra britannico (n. 1934)
- 2025 - Hitomi Obara, lottatrice giapponese (n. 1981)
- 2025 - Ramiro Rodrigues Valente, calciatore brasiliano (n. 1933)
- 2025 - Harry Standjofski, attore e doppiatore canadese (n. 1959)
- 2025 - André Vingt-Trois, cardinale e arcivescovo cattolico francese (n. 1942)
- 2025 - Rex White, pilota automobilistico statunitense (n. 1929)
- 2025 - Roberto Zywica, calciatore argentino (n. 1947)

## Senza anno specificato(1)
- Materno di Milano, vescovo e santo italiano